# مارگارت ریئا سدن
مارگارت ریئا سدن (به انگلیسی: Margaret Rhea Seddon) فضانورد اهل ایالات متحده آمریکا است که در ۸ نوامبر ۱۹۴۷ میلادی در مورفریزبورو، تنسی زاده شد. وی در مأموریت اس‌تی‌اس-۵۱-دی، اس‌تی‌اس-۴۰، اس‌تی‌اس-۵۸ حضور داشته‌است.

## دوران جوانی و تحصیلات

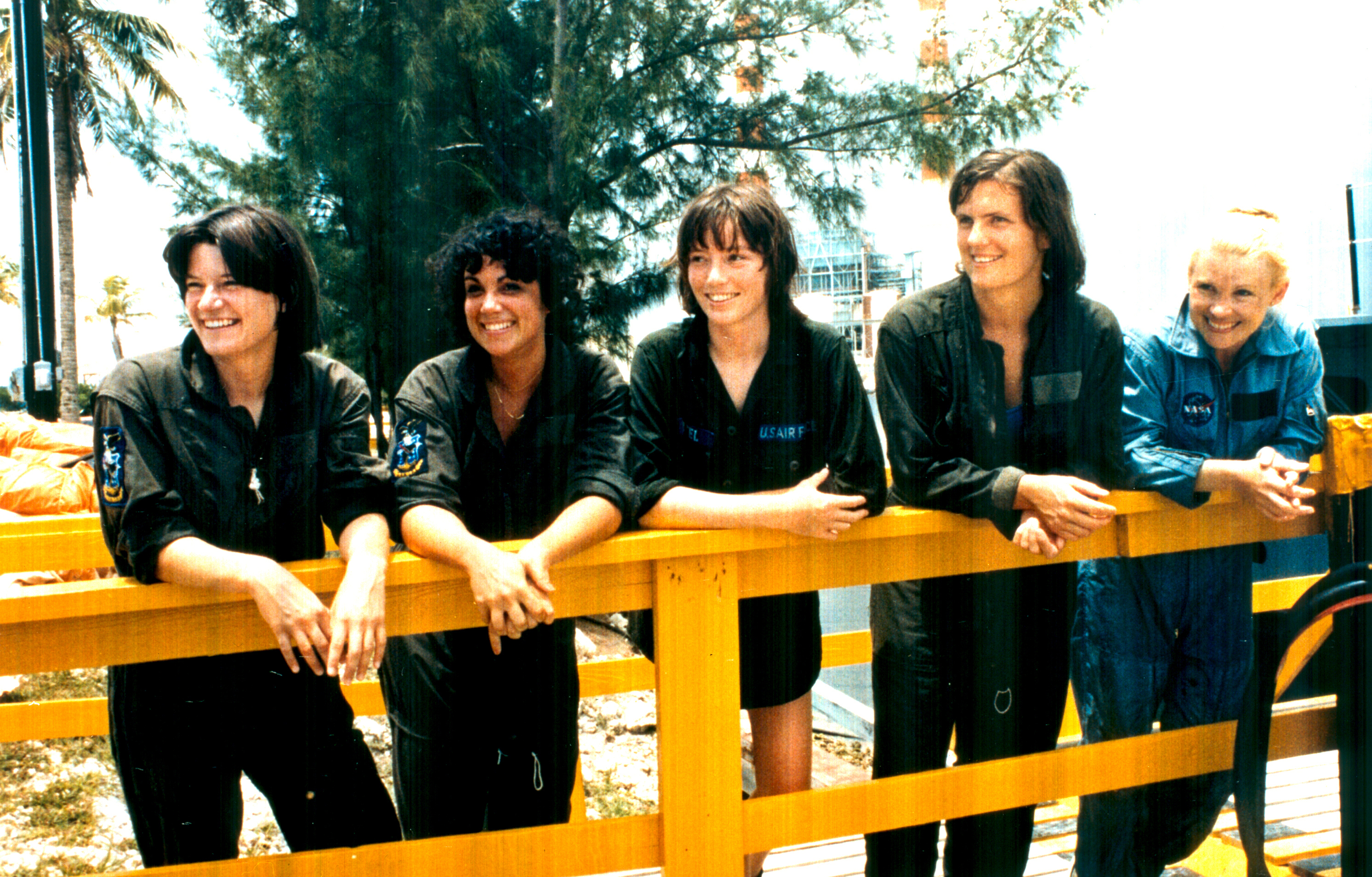
مارگارت ریئا سدن در کنار همکارانش در سال 1978

سدون در مورفریزبورو، تنسی به دنیا آمد و در مدرسه کاتولیک سنت رز لیما تحصیل کرد، در سال ۱۹۶۵ از دبیرستان مرکزی فارغ‌التحصیل شد. تحصیلات دانشگاهی خود را در دانشگاه کالیفرنیا، برکلی گذراند و در سال ۱۹۷۰ مدرک لیسانس هنر در رشته فیزیولوژی را از این دانشگاه در یافت کرد. سدون در سال ۱۹۷۳ دکترای پزشکی خود را از کالج پزشکی دانشگاه تنسی دریافت کرد.